# Athlete: Ore ga kare ni oboreta hibi
Athlete: Ore ga kare ni oboreta hibi (アスリート～俺が彼に溺れた日々～?) è un film del 2019 diretto da Takamasa Ōe e sceneggiato da Yasutoshi Murakawa.

## Trama
Kōhei, un ex nuotatore professionista, vive la sua ordinaria vita come insegnante sportivo con la moglie e la figlia fin quando, un giorno, sua moglie gli chiede improvvisamente il divorzio. Dopo tale evento decide di andarsene di casa fin quando non incontrerà casualmente un bellissimo ragazzo di nome Yutaka il cui sogno è lavorare nel mondo dell'animazione.
Kōhei scoprirà anche che Yutaka lavora in una chat per ragazzi gay e che è molto angustiato per il coming out che vorrebbe fare con il padre. Entrambi sono confusi dalla situazione ma la loro relazione sembra procedere abbastanza bene fin quando Kōhei scopre, per puro caso, che Yutaka in realtà è un prostituto.